# Анджей Корсак
Анджей Міхал Земовіт Корсак, псевдо.Журав і Ачек (нар. 21 січня 1928 р. у Вільнюсі, помер. 15 березня 1999 у Гамбурзі) – польський лікар, письменник, популяризатор медицини, розвідник «Сірих загонів», учасник Варшавського повстання, політв'язень ПНР, альпініст і спелеолог.

## Біографія

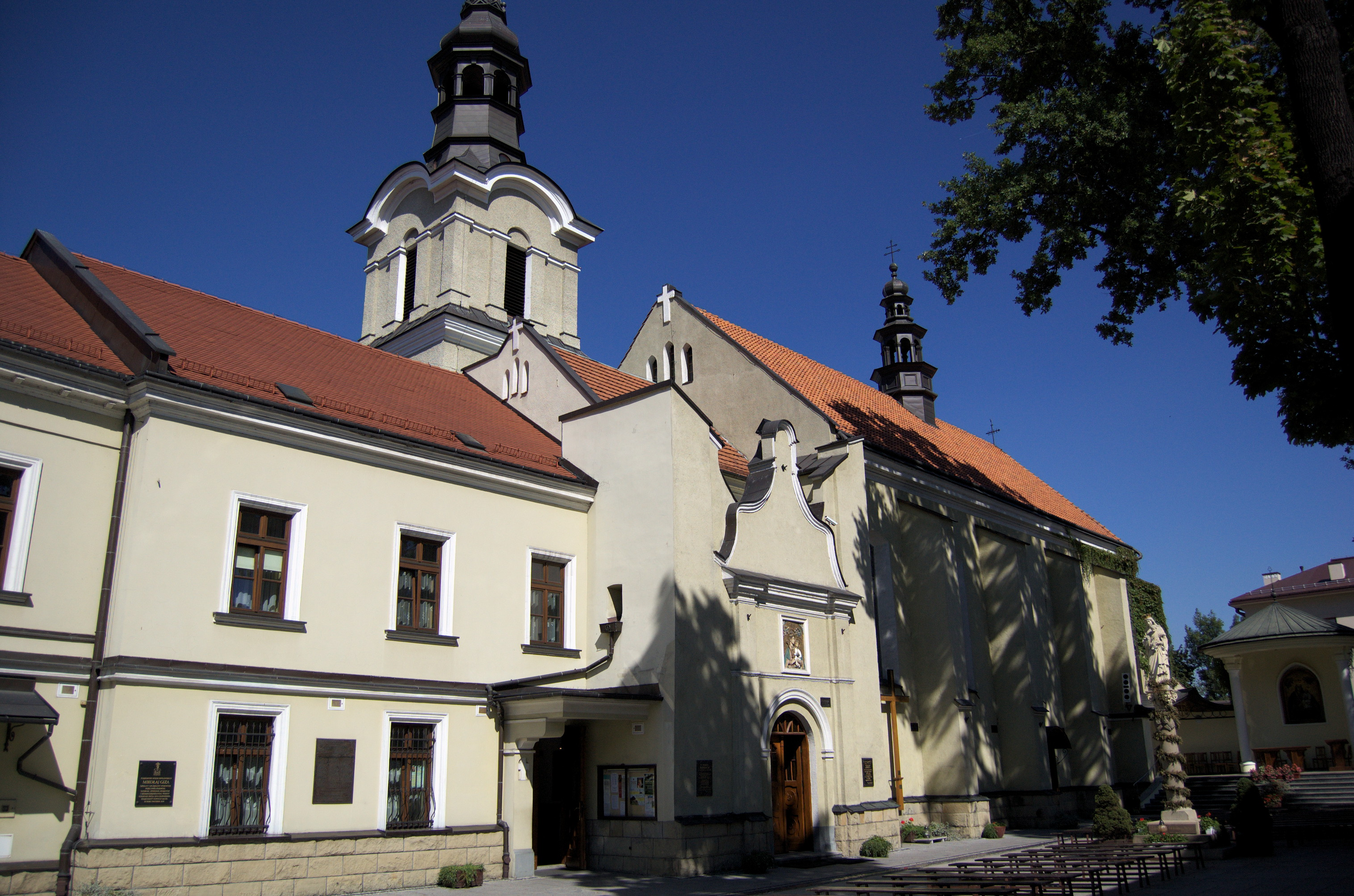
Костел і монастир єзуїтів у Новому Сончі - місце зборів у квітні 1941 року громадського комітету допомоги євреям із сусіднього гетто, фото 2013 року

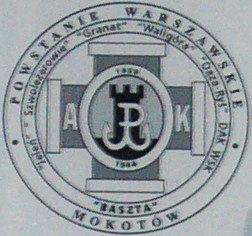
Емблема полку Армії Крайової «Башта»

Народився у Вільнюсі. Походив із родини з патріотичними традиціями. Батько – кадровий офіцер Войцех Корсак (1894–1965), мати – Ірена, уроджена Бжостовська (1898–1974). Батько був начальником окружної комендатури комплектування в Новому Сончі і під час війни воював у лавах окремої Карпатської стрілецької бригади. Мати залишилася з дітьми в Новому Сончі. З листопада 1939 року була однією з організаторок і активісток організації допомоги євреям із місцевого гетто. Працюючи прибиральницею на залізниці, вона збирала інформацію про поїзди з Нового Сонча та Тарнова до німецького табору смерті Аушвіц. У 1941 році вона переховувала у своїй квартирі втікачів із сусіднього гетто. Використовувала псевдонім «Рома»..
Анджей Корсак був активним учасником підпілля в районі Нового Сонча та допомагав єврейському населенню. Був членом «Сірих загонів», використовував псевдоніми «Ачек» і «Журав». У своїх спогадах він писав: «Я усвідомлював, що одне необачне слово не тільки піддасть багатьох людей вірній смерті, але й мене прирече на страшні, навіть у стократ більші муки»..
У 1941–1944 роках брав участь разом із матір’ю в операції N.. Щоб уникнути арешту гестапо, у 1944 р. виїхав до Варшави і під псевдонімом «Журав» брав участь у Варшавському повстанні як солдат Армії Крайової полку «Башта» (батальйон «Ольза»).. Нагороджений Хрестом Хоробрих (Krzyż Walecznych)..
У 1945–1949 роках був членом Чоловічого загону Союзу польських харцежів (ZHP) у Новому Сончі. У 1948 році закінчив 1-у середню школу імені Яна Длугоша в Новому Сончі, одну з найстаріших (1818) шкіл у Польщі. Того ж року був прийнятий на медичний факультет Вроцлавського університету та технічного університету, який закінчив лише в 1960 році. У 1951 році разом з Олександром Сенютою (псевдонім: «Кшиштоф») був заарештований і засуджений на 8 років у в’язниці за звинуваченням у приналежності до Вроцлавської організації підпільної Армії Крайової. Увесь термін (1951–1954, скорочений по амністії) він відбув у суворій в’язниці в Стшельце-Опольському. Як «колишній учасник нелегальної організації» до 1990 року перебував під наглядом Служби безпеки ПНР..
Ступінь доктора медицини (науковий керівник: проф. Здзіслав Віктор) отримав у Вроцлавській медичній академії в 1971 р. У 1960–1971 рр. був членом Вроцлавського відділення Польського товариства історії медичних наук.
З 1963 року працював керівником промислової медичної клініки в Пясечно, а в 1971–1979 роках був доцентом Національного інституту гігієни у Варшаві. У 1979 році влаштувався судновим лікарем на польські океанські лінії, де працював до введення воєнного стану в Польщі. У 1983 році він отримав притулок у Німеччині, де пізніше працював лікарем. Виступав з питань польської культури. Помер у Гамбурзі в 1999 році. Został pochowany w Похований у Варшаві на Північному кладовищі, ділянка S-IX-2, ряд 2, поховання №25..

## Літературна творчість

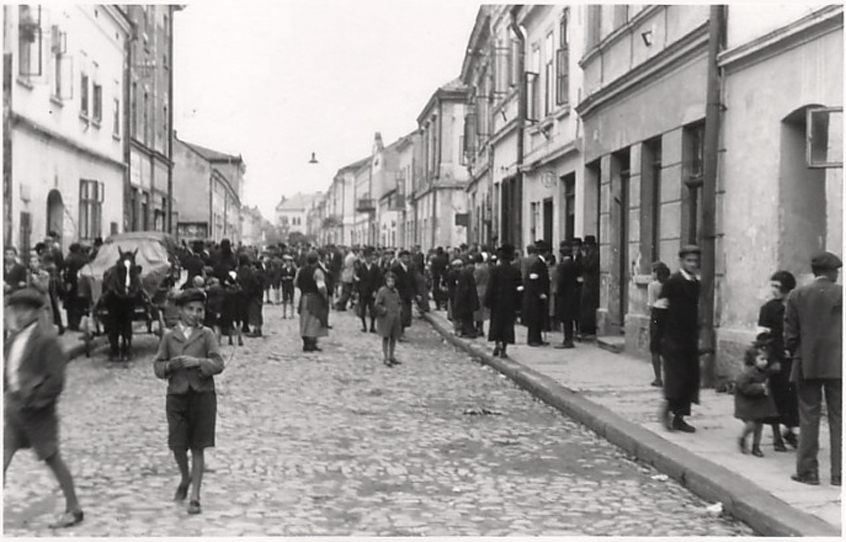
Гетто в Новому Сончі, 1941 рік

Національний архів у Кракові, філіал у Новому Сончі, зберігає дослідження Анджея Корсака, присвячене допомозі євреям під час німецької окупації та наводить приклади цього в районі Новий Сонч. Цей текст він написав у 1969 році у відповідь на статтю Шимона Візенталя, яка критикувала поляків у британській щоденній газеті «The Guardian». JЙого розповідь про допомогу євреям також увійшла до монографії «Поляки, євреї: 1939–1945», опублікованої видавництвом Głos i Wiedza (голос і знання) у 1971 році. У 1988 році, спираючись на власні спогади, він описав про харцежів-підпільників у Новому Сончі під час війни. Свої спогади про героїчних учасників і драми операції «N» у районі Новий Сонч він включив у велику збірку у 1972 році. У 2007 році були опубліковані його спогади про акцію допомоги євреям з боку поляків та звірства німців у Новому Сончі.
У 1973 році Вроцлавське наукове товариство опублікувало його монографію про нижньосілезького лікаря XVI століття Йоахіма Ахіллеса. Для молоді він розробив нарис історії польської медицини.
Був автором понад сорока навчальних медичних книг і медичних посібників. Одним з перших почав у Польщі кампанію проти нікотинової залежності, Книга «Не піддаваймося астмі» пережила кілька видань і була перекладена чеською мовою. Його науково-популярна брошура «Кров – життя», видана в 1964 році Польським Червоним Хрестом і Крайовим медичним видавництвом, стала приводом для розслідування Служби Безпеки ПНР.

## Інші відомості

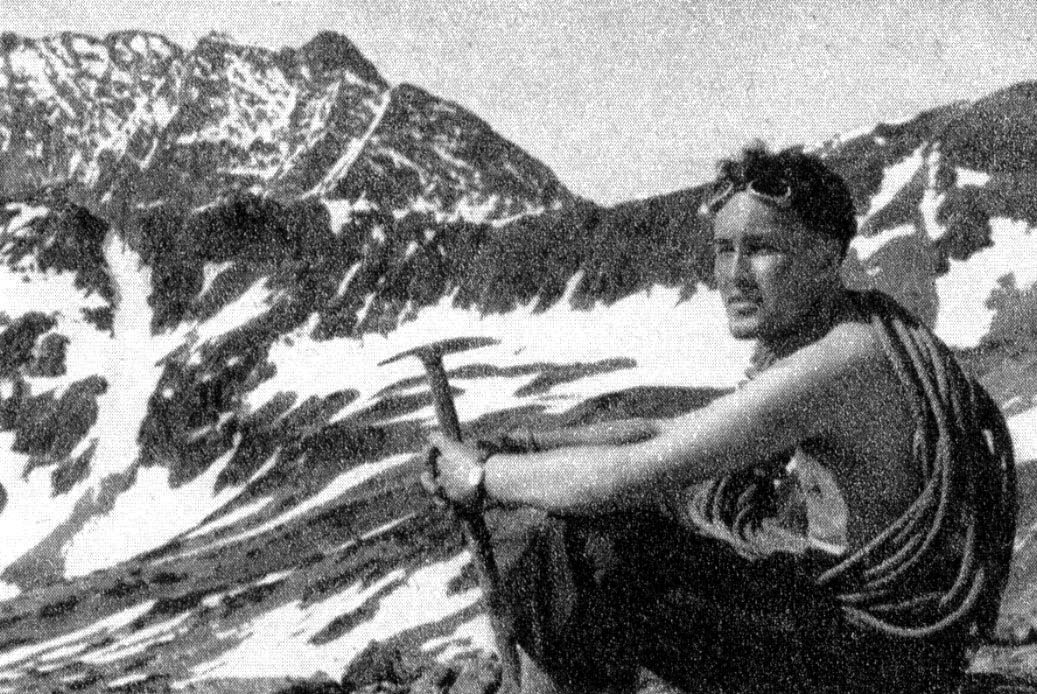
Анджей Корсак у Долині п'яти польських ставів у Татрах, 1960 рік

У 1960 році він одружився з Владиславою, уродженою Боньдос (1930–2014), у них народився син Міхал (1963) та донька Ізабелла (1965).. 
Історія Польщі
Ця стаття є частиною цикду
Польська підпільна держава
Був альпіністом. З 1956 року він також був членом Вроцлавської секції спелеологів і брав участь як учасник або керівник у печерних експедиціях у Татрах. Очолив експедицію до Холодної печери в 1957 році. У 1977 році він опублікував книгу спогадів «Tatrzańscy kosynierzy» («Партизани Татр»), в якій виклав історію підкорення схилів і печер Татр мешканцями Вроцлава в 1947–1960 роках.
У 1997 році він написав біографічний роман про Міхала Беліна-Чеховського. Літературна спадщина Корсака представлена в енциклопедичному словнику лікарів-письменників.
Колекціонував дерев’яні скульптури Юзефа Соботи (1895–1979), польського примітивіста з села Регут Мазовецького воєводства. Колекцію з 46 скульптур у 2019 році в Міхала, сина Анджея придбав Етнографічний музей у Торуні.
Твори Анджея Корсака у збірках, що стосуються харцежів-підпільників та Операції «N» під час німецької окупації, у 2020 році були передані до Публічної бібліотеки імені Юзефа. Шуйського в Новому Сончі.

## Зовнішні посилання
- Andrzej Korsak, [w:] Katalog Biblioteki Narodowej [dostęp 2020-10-05]
- Andrzej Korsak, [w:] Katalog Biblioteki Jagiellońskiej [dostęp 2020-10-06]